# Montreal Olympique
Montreal Olympique – kanadyjski klub piłkarski z Montrealu, w prowincji Quebec. Drużyna występowała w lidze NASL, a jego domowym obiektem był Autostade. Zespół istniał w latach 1971–1973.

## Historia
Klub został założony w 1971 roku i w tym samym roku przystąpił do rozgrywek ligi NASL. W historii swoich występów w lidze nigdy nie awansował do fazy play-off ligi. W 1972 roku zawodnikiem klubu w ramach wypożyczenia została późniejsza gwiazda reprezentacji Szkocji i Liverpoolu - Graeme Souness, który rozegrał 10 meczów i strzelił 2 gole w lidze NASL w sezonie 1972, co dało mu miejsce w Jedenastce Sezonu NASL. Klub został rozwiązany po sezonie 1973.
W 1981 roku w Montrealu powstał nowy klub ligi NASL - Montreal Manic.

## Osiągnięcia

### Nagrody indywidualne
Jedenastka Sezonu NASL
- 1972: Graeme Souness
- 1973: Derek Smethurst

Jedenastka Dublerów NASL
- 1971: Clive Charles, Franco Gallina
- 1972: Clive Charles

Wyróżnienia NASL
- 1971: Keith Pointer
- 1972: Sam Nusum
- 1973: Sam Nusum

## Sezon po sezonie
| Sezon | Liga | Z | R | P  | Pkt | Sezon                       | Playoff                |
| ----- | ---- | - | - | -- | --- | --------------------------- | ---------------------- |
| 1971  | NASL | 4 | 5 | 15 | 65  | 2.miejsce, Dywizja Północna | Nie zakwalifikował się |
| 1972  | NASL | 4 | 5 | 5  | 57  | 3.miejsce, Dywizja Północna | Nie zakwalifikował się |
| 1973  | NASL | 5 | 4 | 10 | 64  | 2.miejsce, Dywizja Północna | Nie zakwalifikował się |

## Trenerzy
- 1971:  Sebastiana Buzzin
- 1972–1973:  Graham Adams[1]